# Fuchū (Hiroshima)
Pour les articles homonymes, voir Fuchu (homonymie).
Ne doit pas être confondu avec le bourg de Fuchū également situé dans la préfecture de Hiroshima.
Fuchū (府中市, Fuchū-shi) est une municipalité ayant le statut de ville dans la préfecture d'Hiroshima, au Japon.

## Géographie

### Situation
Fuchū est située à l'est de la préfecture d'Hiroshima.

### Municipalités limitrophes
| Miyoshi  | Shōbara  | Jinsekikōgen |
| Sera     | Fuchū    | Jinsekikōgen |
| Onomichi | Fukuyama | Fukuyama     |

### Démographie
En avril 2019, la population de la ville de Fuchū était de 39 400 habitants, répartis sur une superficie de 195,71 km2. Elle était de 34 732 habitants en juin 2024.

### Climat
Fuchū a un climat subtropical humide caractérisé par des étés chauds et des hivers frais. La température annuelle moyenne est de 14,7 °C. Les précipitations annuelles moyennes sont de 1 601 mm, juillet étant le mois le plus humide.

## Histoire
La ville s'est développée comme capitale de la province de Bingo.
La ville moderne a été officiellement fondée le 31 mars 1954.

## Transport
La ville est desservie par la ligne Fukuen de la West Japan Railway Company (JR West).